# Färla, Björn Näfs ätt
Färla, Björn Näfs ätt är en medeltida frälseätt från Västergötland.

## Historik
Björn Näf uppges ha varit i Birger jarls tjänst samt verkat som lärare för kung Magnus (Ladulås). Han nämns tidigast 1276 och var då riddare. Han var riksråd 1288 och levde ännu 1296. Dödsåret är osäkert men datumet är 14 februari. Han blev begraven i Varnhems kloster. Hans hustru var Kristina Ulvasedotter, dotter till en okänd Ulvase och Ramfrid Gustafsdotter (lejon).
Vapen: två korslagda färlor
Nils Björnsson (Färla, Björn Näfs ätt) som nämns tidigast 1308 är troligen son till Björn Näf, ett flertal omständigheter tyder på att så är fallet men det har dock ej kunnat bevisas.
1310 var han riddare och riksråd från 1318, samt lagman i Närke från 1319. Han nämns som levande 1328 men var död senast 1330. Han var gift med Katarina, dotter till Rörik Algotsson (Algotssönernas ätt) och Birgitta Filipsdotter (Hjorthorn, Törne Matssons ätt). Inga kända barn.